# لیونی
لیونی (به ایتالیایی: Lioni) یک کومونه در ایتالیا است که در استان آولینو واقع شده‌است.

## خصوصیات
لیونی ۴۶٫۱۷ کیلومترمربع مساحت و ۶٬۳۹۰ نفر جمعیت دارد و ۵۵۰ متر بالاتر از سطح دریا واقع شده‌است.

## خواهرخوانده
شهرهای Sezze و استان برگامو خواهرخوانده‌های لیونی هستند.